# Hacıahmetoğlu, Simav
Hacıahmetoğlu là một xã thuộc huyện Simav, tỉnh Kütahya, Thổ Nhĩ Kỳ. Dân số thời điểm năm 2008 là 216 người.